# Trontano
Trontano (piemontiul: Trontan) település Olaszországban. Lakosainak száma 1643 fő (2023. január 1.). Trontano Beura-Cardezza, Cossogno, Domodossola, Druogno, Masera, Premosello-Chiovenda, Malesco és Santa Maria Maggiore községekkel határos.

## Népesség
A település népességének változása:
| Lakosok száma | 1634 | 1652 | 1643 |
|               | 2017 | 2018 | 2023 |